# Operazione Mongoose

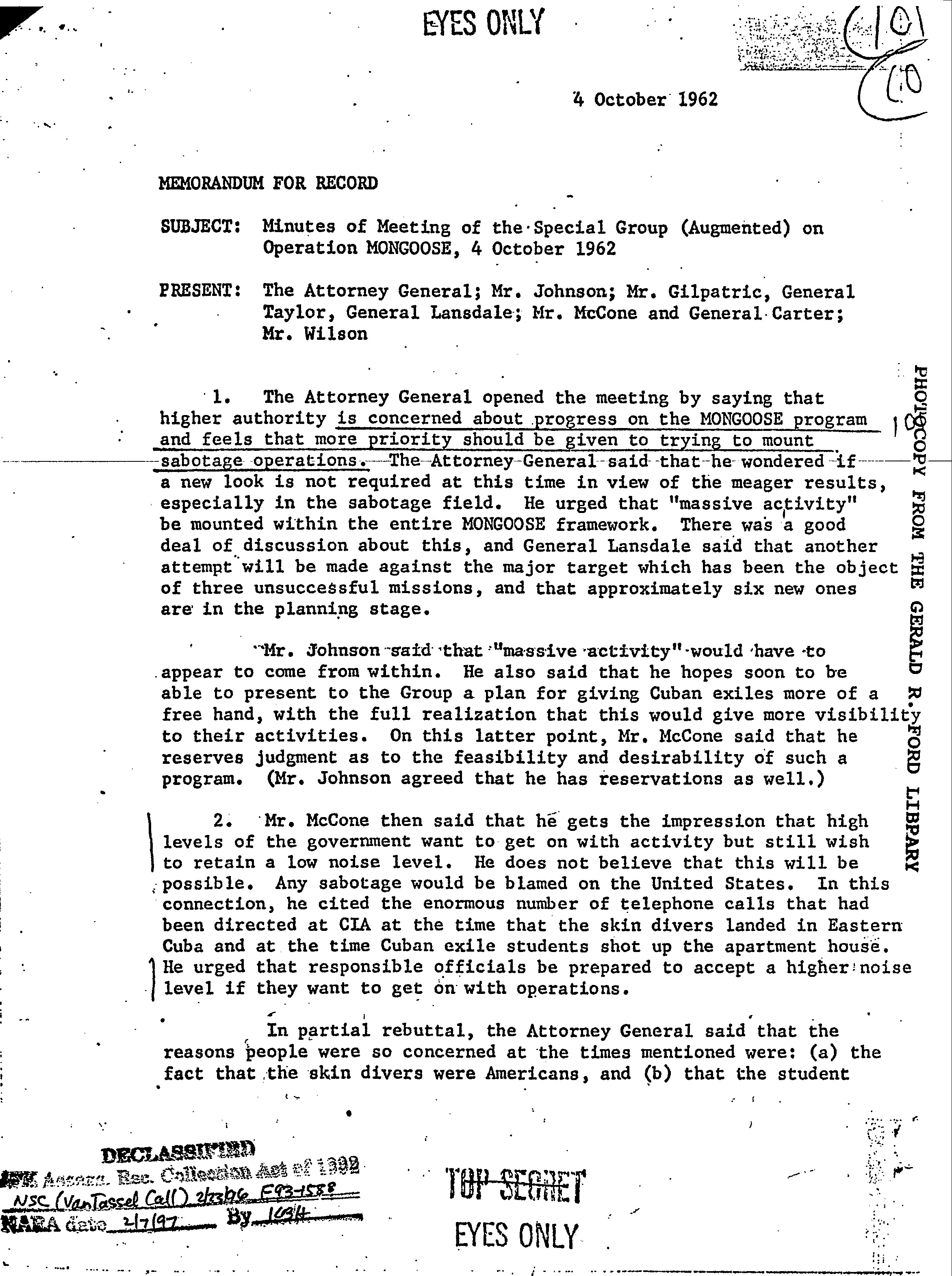
La prima pagina di un verbale di riunione del gruppo speciale di Operation Mongoose, 4 ottobre 1962.

L'operazione Mongoose (operazione mangusta), conosciuta anche come The Cuban Project, fu un'operazione progettata dalla CIA e durata tra il 1961 e il 1975. Voluta dall'amministrazione della presidenza di Dwight D. Eisenhower nel marzo 1960 e autorizzata dalla presidenza di John F. Kennedy a fine novembre 1961, portò alla realizzazione in 14 mesi di 5.780 azioni terroristiche e 716 sabotaggi a infrastrutture economiche cubane. Il suo obiettivo principale era quello di destabilizzare il governo comunista di Fidel Castro ma non ebbe successo, anzi, aumentò la sua popolarità a Cuba.

## Origini
Sotto il governo di Dwight Eisenhower, spie statunitensi erano state inviate sul suolo cubano col compito di valutare il ruolo di Castro all'interno del movimento comunista che si stava affermando nel paese dopo la caduta del governo dittatoriale di Fulgencio Batista. Le dichiarazioni politiche dell'allora primo ministro Fidel Castro, che non appoggiava l'ideologia comunista, ma non ne ostacolava neanche la crescita, persuasero il governo americano ad attuare, nel 1959 il Cuban Project al fine di sostituire il leader cubano e favorire la cancellazione del comunismo nel continente americano.
Approvata nel 17 aprile 1960 dal presidente statunitense Dwight Eisenhower, l'operazione venne denominata A Program of Covert Action Against the Castro Regime. Il programma era articolato in più fasi, nelle quali s'intendeva:
- spingere i movimenti comunisti dell'isola a unirsi all'opposizione
- fornire copertura agli agenti governativi statunitensi
- operare una successiva forte propaganda contro il comunismo
- creare una piccola base militare per le esercitazioni
- creare un'organizzazione fantasma per raccogliere informazioni sul paese.

Ebbe un finanziamento iniziale di 4,4 milioni di dollari, che si aggiunsero a spese minori sostenute per la propaganda, l'organizzazione militare e le azioni politiche.
Operativamente, nel corso della sua attuazione, vennero realizzati dagli agenti governativi statunitensi numerosi sabotaggi, tra cui l'utilizzo delle penne contenenti LSD per rovinare le conferenze di Castro.

## Evoluzione
Il 21 novembre 1961, dopo il fallimento dell'invasione della baia dei Porci, fu organizzato un nuovo comitato sotto il presidio del successivo presidente americano John Fitzgerald Kennedy, formato dal generale Lansdale, il direttore della CIA John McCone, Richard Goodwin, per attuare un nuovo piano contro il nuovo movimento cubano, denominato poi Mongoose Operation.
Lo scopo di questa nuova operazione era di far sembrare Cuba una minaccia per il mondo occidentale e quindi rendere poi giustificato un attacco militare, in quanto Cuba non era ancora membro del patto di Varsavia. Il Cuban Project ebbe un ruolo fondamentale nell'avvenimento della crisi dei missili di Cuba del 1962. Le cause per cui l'operazione terminò era il disaccordo tra le organizzazioni anti-castriste e i dipartimenti americani coinvolti e il numero di persone coinvolte non sufficiente, cioè quasi 1500 persone, e che "se il progetto fosse stato più organizzato e controllato, non saremmo dipendenti dalle decisioni del presidente" secondo il generale Pfeiffer.
Una volta conclusa l'Operazione Mongoose, il presidente Kennedy cercò, come dimostrano i documenti dell'Archivio di Sicurezza Nazionale americano, d'instaurare un legame pacifico tra le due nazioni. I documenti riportano che "il problema di Cuba fu visto da una sola prospettiva", anche se le operazioni precedenti contro Cuba indebolirono i rapporti.

## Sabotaggi principali
Prima dell'invasione della baia dei Porci, la CIA si rivolse, per l'assassinio del capo di stato, a Robert Maheu. Quest'ultimo, un ex dipendente della Centrale che lavorava come investigatore privato, aveva il ruolo di reclutatore di persone per attuare il compito designato, visto che gli USA ritenevano inopportuno il riconoscimento americano in queste azioni. Egli chiamò John Roselli, una figura con contatti criminali a Las Vegas, per l'eliminazione di Castro, dietro compenso di 150,000$. L'azione prevedeva il reclutamento di persone per la consegna di pillole avvelenate per compiere l'assassinio. Il piano ripartì nel 1962, quando il mafioso Roselli discusse i movimenti successivi con William King Harvey. I cubani reclutati durante l'operazione richiesero un rifornimento d'armi oltre alle pillole, ma il piano non andò a segno in quanto dopo di ciò i cubani non parteciparono.
Durante il governo di Eisenhower, da marzo ad agosto del 1960, la CIA mise in atto diversi complotti contro Castro tra cui, secondo il rapporto del loro ispettore generale del 1967, un piano per colpire lo studio di Castro con dello spray che emanava una sostanza chimica i cui sintomi sono simili alla LSD, ma rifiutato poiché si trattava di materiale irreperibile, inoltre la Technical Services Division dichiarò che impregnarono una scatola di sigari con una sostanza chimica non specificata prima del suo discorso per creare disorientamento durante le conferenze.
Un altro tentativo di assassinio di Fidel Castro attraverso i sigari venne organizzato nel 1960, ma fu reso effettivo solo il 13 febbraio 1961, utilizzando il botulino. Secondo la Commissione Church un volontario cubano accettò di unirsi alla CIA per raccogliere dati riguardanti il governo di Cuba e ammise di conoscere Raúl Castro, fratello di Fidel. Anche se non era nei piani della CIA l'uccidere Raúl, il quartier generale rispose che l'eliminazione dei leader comunisti era la priorità e la scelta delle azioni future riguardanti il fratello Raúl dipendevano dalla sua collaborazione, e nonostante il pagamento di 10.000 dollari e la promessa del college al figlio, il collaboratore cubano fallì nell'assassinio del leader.